# Cultura da Finlândia

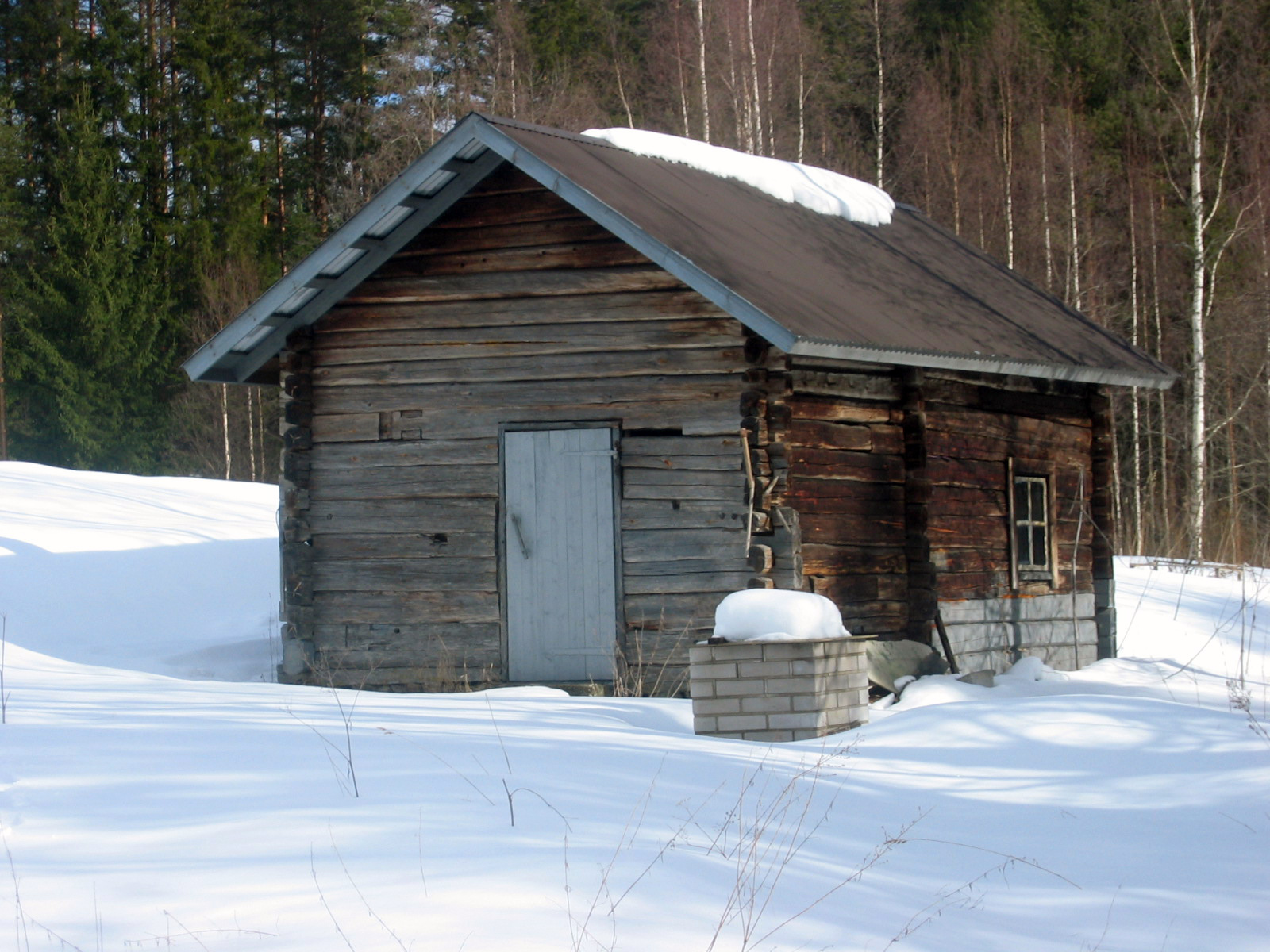
Uma cabana de sauna em Enonkoski.

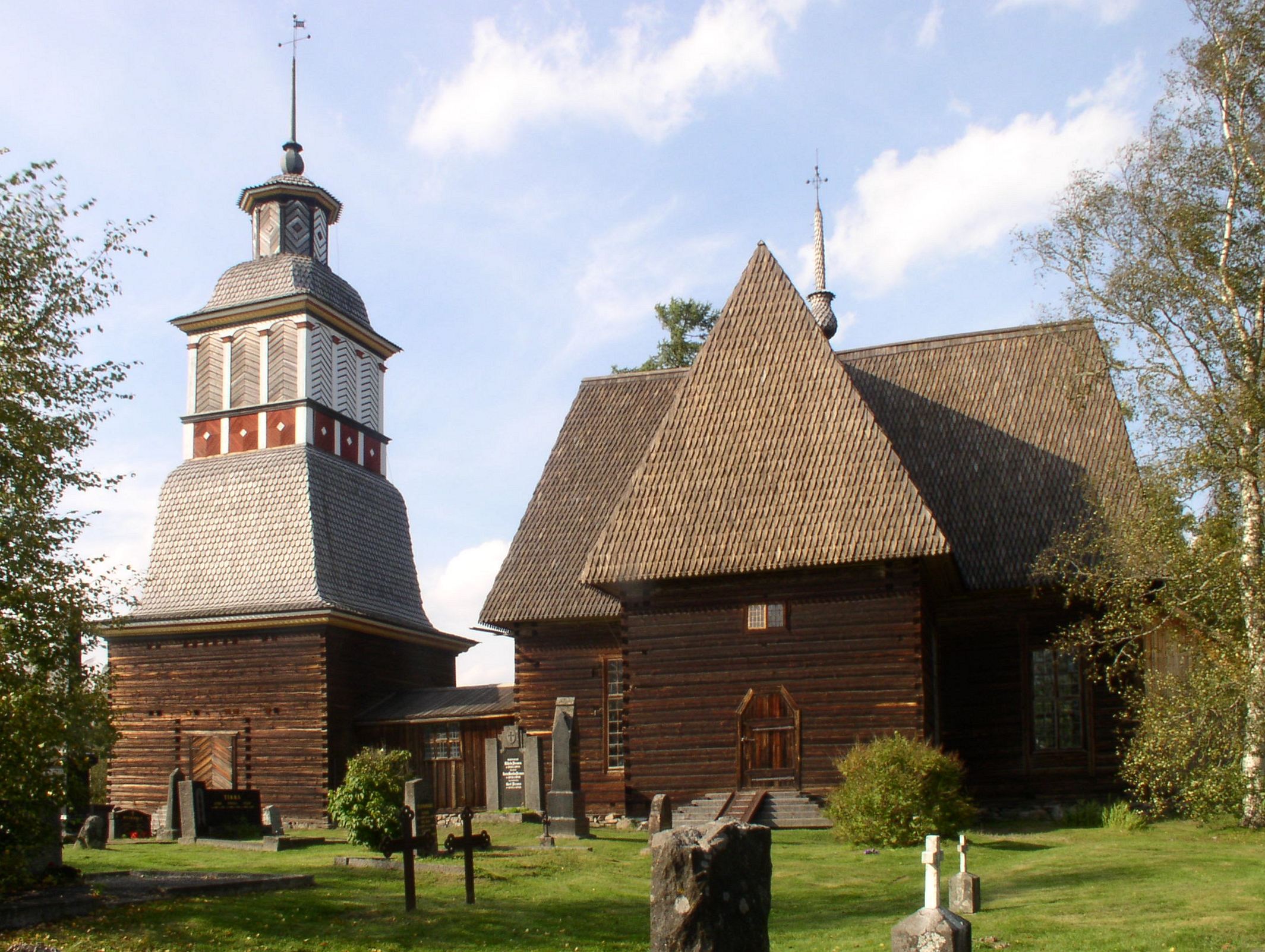
A velha igreja de madeira de Petäjävesi

A Finlândia tem o nome de Suomi no idioma finlandês, significando "a terra dos mil lagos", por causa da grande quantidade de lagos existentes na região - cerca de  187 888. O nome do país também pode ser entendido como "Terra dos Pântanos" (Süomi). A mulher finlandesa foi a primeira no mundo a obter em 1906 a elegibilidade nas eleições parlamentares. É o país com a melhor educação do mundo. Possuem uma cultura totalmente diversificada. A cultura finlandesa apoia-se numa base emocional que, desde muito cedo, foi ligada à emancipação nacional, ganhando a sua força e voz através da literatura. Distinguiram-se vários escritores que não só relataram a vida da sociedade nos seus livros, como também se esforçaram para desenvolver a educação do povo - em finlandês. Os celulares "Nokia" tiveram origem na Finlândia. O músico J. Sibelius escreveu a música "Poema Finlândia" ou conhecida apenas como "Finlândia" quando o país tornou-se independente.
"Geralmente", os finlandeses são considerados pessoas reservadas, que gostam da natureza, e de fazer sauna, havendo até quem diga que eles nascem com esquis nos pés. Apesar disso, é fácil encontrar finlandeses que gostam de viver em cidades.
Segundo a lenda, o Papai Noel viveria na parte finlandesa da Lapônia.
Apesar do inverno rigoroso, que às vezes pode chegar aos -35 °C em outros lugares além da Lapônia, os finlandeses sabem fazer um ótimo proveito do frio e estão sempre praticando todos os tipos de esportes na neve, como snowboarder, esqui (com pistas prontas espalhadas por todas as cidades) onde podem ser vistos idosos, jovens e crianças praticando.

## Histórico
Até o início do século XIX a Finlândia pertencia ao reino da Suécia. Durante todo o período de dominação, pouca foi a evolução da cultura e identidade nacionais que eram então dominadas por uma pequena elite sueca.
Em 1808 o território finlandês é invadido e subjugado pela Rússia, representando um novo momento para a consolidação de uma cultura finlandesa. A capital muda-se em 1812 de Turku para Helsinque. A nova capital está desde sua fundação ligada por intenso comércio com a Rússia. É contratado então o arquiteto alemão que trabalhava em São Petersburgo, Johann Engel (1778-1840) para o projeto e construção dos edifícios governamentais em estilo imperial neoclássico. Neste momento era crescente um movimento, da maioria da população, de patriotismo e formação de uma identidade nacional com a promoção da língua finlandesa e a exaltação das paisagens locais.
No entanto em fins do século XIX a Rússia, impondo o russo como língua oficial e acabando com o exército finlandês, mina cada vez mais as possibilidades da construção de uma nação independente. Mas em 1919, com a turbulência política e econômica russa, o país finalmente consegue sua independência.

## Arquitetura

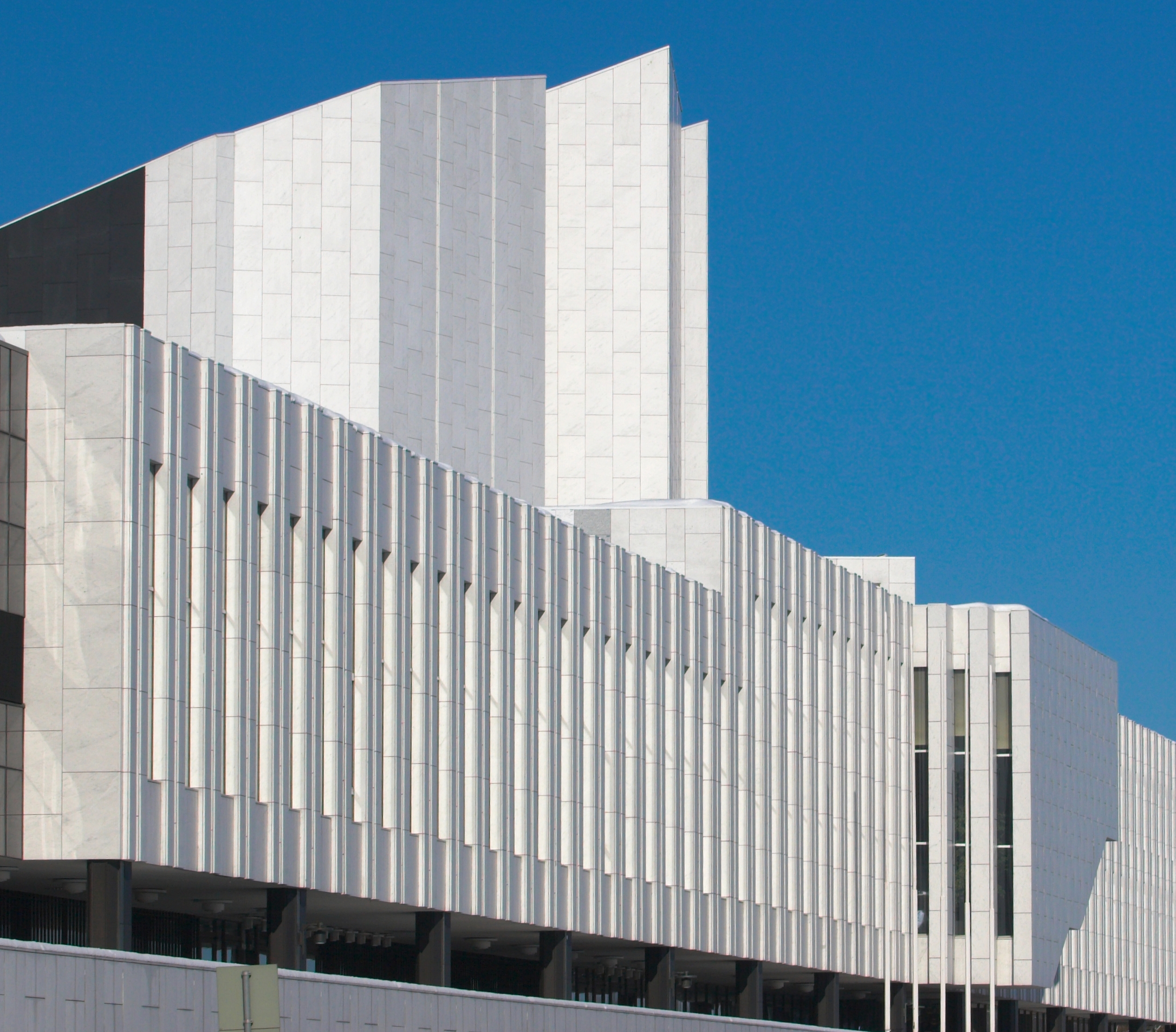
A Casa da Finlândia em Helsínquia

É neste momento de intensos combates políticos que as artes assumem grande papel para a promoção da identidade cultural finlandesa. É o período da literatura, música e pintura manifestarem-se em um movimento agora chamado de Romanticismo Nacional. A arquitetura vai mostrar sua produção posteriormente com arquitetos como Eliel Saarinen (1873-1950), Herman Gesellius e Armas Lindgren. As edificações da época, em sua maioria edifícios públicos, apresentam características ecléticas com aspectos medievais e românicos, mas no entanto já se esboça traços reconhecidos como de uma arquitetura propriamente finlandesa. É verdade que essa tendência ao ecletismo está muito ligada ao recebimento de influências européias.
Em 1900, Saarinen, Gesellius e Lindgren, ainda estudantes no Instituto Politécnico Finlandês (a mesma escola que posteriormente estudará Alvar Aalto), vencem concurso para o pavilhão finlandês na Exposição Universal de Paris, reconhecido como possuidor de identidade nacional própria.
O Romanticismo nacional não foi uma repetição de modelos vigentes nem  surgiu espontaneamente de aspectos construtivos já existentes na cultura primitiva, mas sim uma sucedida tentativa de construção de uma identidade cultural nacional.
Desde o início da busca pela conscientização de uma nova arquitetura havia o interesse pelo desenvolvimento da síntese entre racionalismo e empirismo, novas tecnologias e modos de fazer tradicionais, a modernidade e a tradição. É por essa problemática que Aalto vai se destacar, buscando soluções entre esses pontos. O interesse pela elaboração de uma linguagem arquitetônica nacional, consciente da unidade lingüística e cultural conquistada pela Finlândia, é determinante em seu trabalho.
Contudo mesmo com o esforço de criação de um novo modelo de arquitetura vale lembrar que o vocabulário clássico ainda era característico de um longo período da arquitetura finlandesa, inclusive nos projetos de Aalto até meados da década de 20.
É de 1924 um dos mais significativos projetos do período, o Clube dos Trabalhadores em Jyväskylä. Apresenta um sólido volume apoiado em colunata, com claras referências à arquitetura renascentista italiana, fruto de uma viagem feita no ano anterior a algumas regiões da Itália. Essa viagem de Aalto e de outros arquitetos escandinavos exercerá grande influência em sua obra, como o projeto para uma igreja em Töölo (1927) descrita por ele como uma pequena Orvieto ou San Giminiano finlandesa.
A partir deste momento, com a exploração ao máximo do repertório clássico e dos ventos que sopravam da europa ocidental, que os arquitetos escandinavos começam a falar no funcionalismo da arquitetura moderna, atentos ao que ocorria na Europa como a publicação de Por Uma Arquitetura de Le Corbusier e a Bauhaus em Dessau. O pavilhão finlandês na Exposição Universal na Antuérpia em 1930, projeto de Erik Bryggman (1891-1955), marca de certa forma o momento da adoção do funcionalismo como a nova arquitetura a ser feita no país.
A partir deste ano que alguns arquitetos escandinavos vão introduzir em seus respectivos países os princípios do movimento moderno. Alguns exemplos são Kay Fisker e Arne Jacobsen na Dinamarca, Eryk Bryggman e Alvar Aalto na Finlândia, Sven Markelius na Suécia e Arne Korsmo na Noruega.

## Música

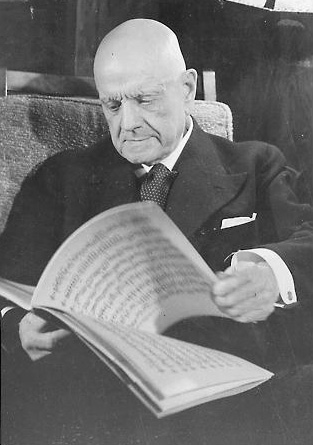
Sibelius

A música da Finlândia tem influências nitidamente escandinavas, e o symphonic metal é muito popular, (vide bandas Finlandesas) o piano é um instrumento popular neste país.
O compositor erudito finlandês mais conhecido mundialmente é Jean Sibelius.
Algumas bandas Finlandesas de sucesso são Korpiklaani, Turisas, HB, HIM,The 69 Eyes, Apocalyptica, Sonata Arctica, Children of Bodom, Nightwish, Stratovarius, The Rasmus, Poets of the Fall, Indica, Lordi Santa Cruz, Reckless Love, Shiraz Lane, entre outras.
Na Finlândia, também é comum estilos como o Techno, Heavy Metal e o Trance fazerem bastante sucesso.

## Esporte

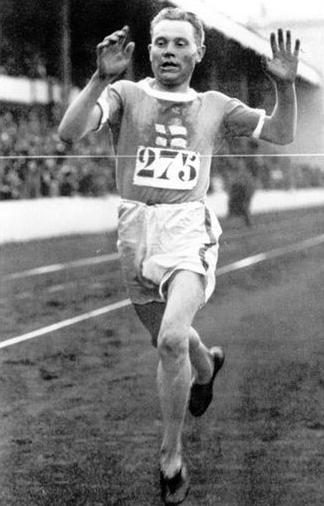
Paavo Nurmi

A Finlândia apresenta diversos esportistas de enorme porte dentre os quais se destacam o campeão olímpico Paavo Nurmi, o jogador de futebol Jari Litmanen e, recentemente, seus campeões de Fórmula 1: Keke Rosberg, Mika Häkkinen e Kimi Räikkönen, além do também piloto de Fórmula 1 Heikki Kovalainen.
A Finlândia é um país tradicional no lançamento de dardo, e é dona de 14 das 39 medalhas de ouro já disputadas nas olimpiadas.

## Feriados
| Data           | Nome em português       | Nome local                    | Observações |
| -------------- | ----------------------- | ----------------------------- | ----------- |
| 1 de Janeiro   | Ano novo                | Uudenvuodenpäivä              |             |
| 6 de Janeiro   | Epifania                | Loppiainen                    |             |
| Variável       | Sexta-Feira Santa       | Pitkäperjantai                |             |
| Variável       | Segunda-Feira de Páscoa | Toinen pääsiäispäivä          |             |
| 1 de Maio      | Dia do Trabalho         | Vappu, suomalaisen työn päivä |             |
| Variável       | Festa do Verão          | Juhannusaatto                 |             |
| 10 de Outubro  | Dia de Aleksis Kivi     | Aleksis Kiven päivä           |             |
| 6 de Dezembro  | Dia da Independência    | Itsenäisyyspäivä              | Desde 1917  |
| 24 de Dezembro | Véspera de Natal        | Jouluaatto                    |             |
| 25 de Dezembro | Natal                   | Joulupäivä                    |             |
| 26 de Dezembro | Dia de Santo Estêvão    | Tapaninpäivä                  |             |

## Design
O design finlandês é prático e simples, frequentemente inspirado pela natureza.

Os modelos de tecido da Marimmeko são uma referência do país, conhecidos em todo o mundo.

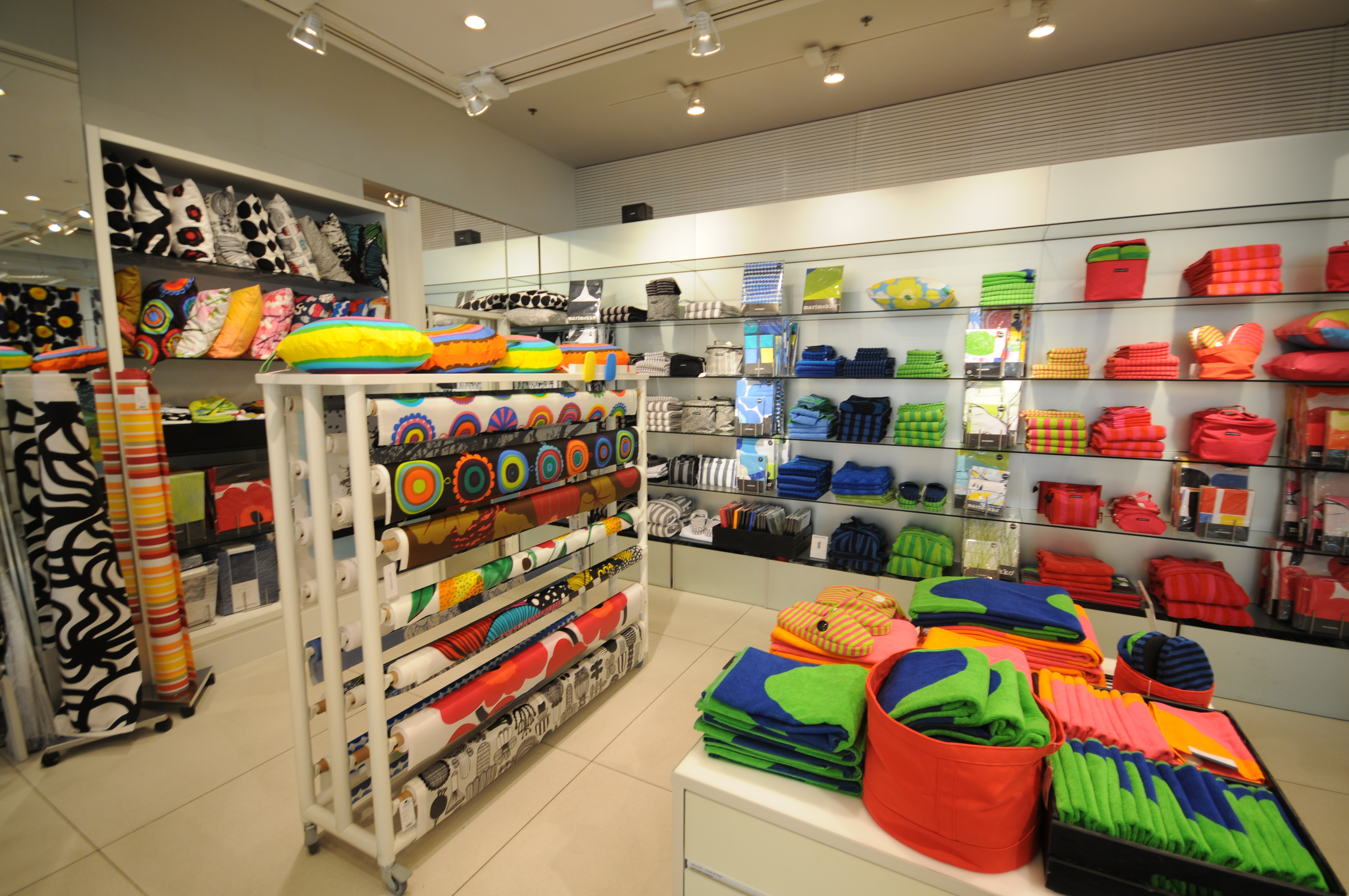
Marimekko em Helsínquia